# Johann Simon Mayr
Johann(es) Simon Mayr, wł. Giovanni Simone Mayr (ur. 14 czerwca 1763 w Mendorf koło Altmannstein, zm. 2 grudnia 1845 w Bergamo) – kompozytor pochodzenia niemieckiego osiadły we Włoszech, autor oper w stylu włoskim, pedagog muzyczny (jego słynnym uczniem był Gaetano Donizetti, autor oper w stylu bel canto).
Pierwsze lekcje muzyki pobierał u swego ojca Josepha, organisty i nauczyciela szkoły w Mendorf. Od 1769 otrzymał dalsze wykształcenie muzyczne w klasztorze benedyktynów w Weltenburgu, który zamienił potem na kolegium jezuickie w Ingolstadt. Opat Benedykt Werner opowiadał, że młody Simon Mayr występował jak wirtuoz gry na fortepianie. Od 1777 studiował na pierwszym bawarskim uniwersytecie krajowym w Ingolstadt: teologię, filozofię, medycynę, prawo i prawo kanoniczne, prócz tego był zatrudniony jako organista. Pierwsze jego kompozycje: pieśni z akompaniamentem fortepianu ukazały się w 1786.
W 1787 baron Thomas von Bassus, sponsor i opiekun artystów, zwrócił uwagę na talent muzyczny Johanna Simona Mayra i zatrudnił go jako muzyka w swej posiadłości ziemskiej w Schloss Sandersdorf. Dzięki swemu protektorowi udał się Mayr w 1789 przez Szwajcarię do Bergamo. Tu, oraz od 1790 w Wenecji u Ferdinando Bertoniego, kapelmistrza bazyliki św. Marka, otrzymał wyczerpujące wykształcenie muzyczne. Jako maestro di coro prowadził zajęcia na Ospedale di Mendicanti - konserwatorium dla dziewcząt, które założono dla charytatywnej opieki nad najbardziej potrzebującymi, sierotami i chorymi. Pierwszy sukces odniósł oratoriami, które nieodpłatnie skomponował dla tego instytutu.
W 1794 otrzymał zamówienie na napisanie na karnawał opery Saffo. W ciągu następnych 30 lat powstało ok. 60 oper, które były wystawiane w całej Europie. W ostatnich 20 latach swego życia powrócił do muzyki sakralnej. Współczesny Haydnowi, Beethovenowi i Rossiniemu był jednym z najbardziej znanych kompozytorów operowych ok. 1800 r. Mieszkańcy takich metropolii, jak Rzym, Mediolan, Londyn, Paryż, Wiedeń, Lizbona oglądali jego dzieła. Nazywano go ojcem opery włoskiej. Napoleon proponował mu stanowisko dyrektora opery w Paryżu. Konstancja Mozart prosiła go o kształcenie jej syna. W 1802 J.S.Mayr został wybrany kapelmistrzem w bazylice Santa Maria Maggiore w Bergamo i pozostał na tym stanowisku do śmierci. W 1805 otworzył zainicjowaną przez niego miejską szkołę muzyczną, w której sam prowadził zajęcia z komponowania. Szkoła ta, w której młodzi, niezamożni, ale uzdolnieni muzycznie ludzie otrzymywali gruntowne wykształcenie muzyczne oraz ogólne, była wzorcem dla podobnych instytucji w całych Włoszech.
W 1964 założono w Riedenburgu szkołę realną (średnia szkoła ogólnokształcąca), którą nazwano imieniem kompozytora, a w. 1995 powołano w Riedenburgu towarzystwo Simon-Mayr-Gesellschaft.

## Opery
| - Saffo (1794) - La Lodoiska (1796) - Un pazzo ne fa cento (1796) - Telemaco nell'isola di Calipso (1797) - L'intrigo della lettera (1797) - Il segreto (1797) - Avviso ai maritati (1798) - Lauso e Lidia (1798) - Adriano in Siria (1798) - Che originali (1798) - Amor ingegnoso (1798) - L'ubbidienza per astuzia (1798) - Adelaide di Guesclino (1799) - L'accademia di musica (1799) - Labino e Carlotta (1799) - L'avaro (1799) - La locandiera (1800) - Il caretto del venditore d'aceto (1800) - L'inconvenienze teatrali (1800) - L'equivoco, ovvero Le bizzarie dell'amore (1800) - Gli sciti (1800) - Ginevra di Scozia (1801) - Le due giornate (1801) - I virtuosi (1801) - Argene (1801) - I misteri eleusini (1802) - Ercole in Lidia (1803) - Le finte rivali (1803) - Alonso e Cora (1803) - Amor non ha ritegno (1804) - Elisa (ossia Il monte San Bernardo) (1804) - Zamori, ossia L'eroe dell'Indie (1804) | - Eraldo ed Emma (1805) - Di locanda in locanda e sempre in sala (1805) - L'amor coniugale (1805) - La roccia di Frauenstein (1805) - Gli americani (1805) - Palmira, ossia Il trionfo della virtù e dell'amore (1806) - Il piccolo compositore di musica (1806) - Adelasia e Aleramo (1806) - Ne l'un, ne l'altro (1807) - Belle ciarle e tristi fatti (1807) - I cherusci (1808) - Il vero originale (1808) - Il matrimonio per concorso (1809) - Il ritorno di Ulisse (1809) - Amore non soffre opposizione (1810) - Raul di Crequi (1810) - Il sacrifizio d'Ifigenia (1811) - L'amor filiale (1811) - Tamerlano (1812) - La rosa bianca e la rosa rossa (1813) - Medea in Corinto (1813) - Elena (1814) - Atar, ossia Il serraglio d'Ormus (1814) - Le due duchesse (ossia La caccia dei lupi) (1814) - Cora (1815) - Mennone e Zemira (1817) - Amor avvocato (1817) - Alfredo il grande, re degli Anglo Sassoni (1819) - Le danaide (1819) - Fedra (1820) - Demetrio (1824) |